# Zak McKracken and the Alien Mindbenders
Zak McKracken and the Alien Mindbenders är ett äventyrsspel baserat på Lucasfilm Games Scumm-spelmotor som följde strax efter det utgivna Maniac Mansion. Gavs först ut år 1988 till Commodore 64, därefter versioner till Atari ST, Amiga och IBM PC.

## Handling
I den här historien, som utspelar sig 1997, får man möta bland annat den mytomspunna ekorren med tre huvuden, förrymda utomjordingar i förklädnader samt springa runt och samla kraftkristaller för att lösa Mars mysterier. Det var ett av de första så kallade peka-och-klicka-spelen.